# اريك كلوف
اريك كلوف (بالإنجليزية: Eric Clough)‏ هو مهندس معماري أمريكي، ولد في 7 سبتمبر 1972 في بيوريا في الولايات المتحدة.